# Masayuki Omori
Pour les articles homonymes, voir Ōmori.
Masayuki Omori (大森 征之, Omori Masayuki) est un footballeur japonais né le 9 novembre 1976.